# Odd Future

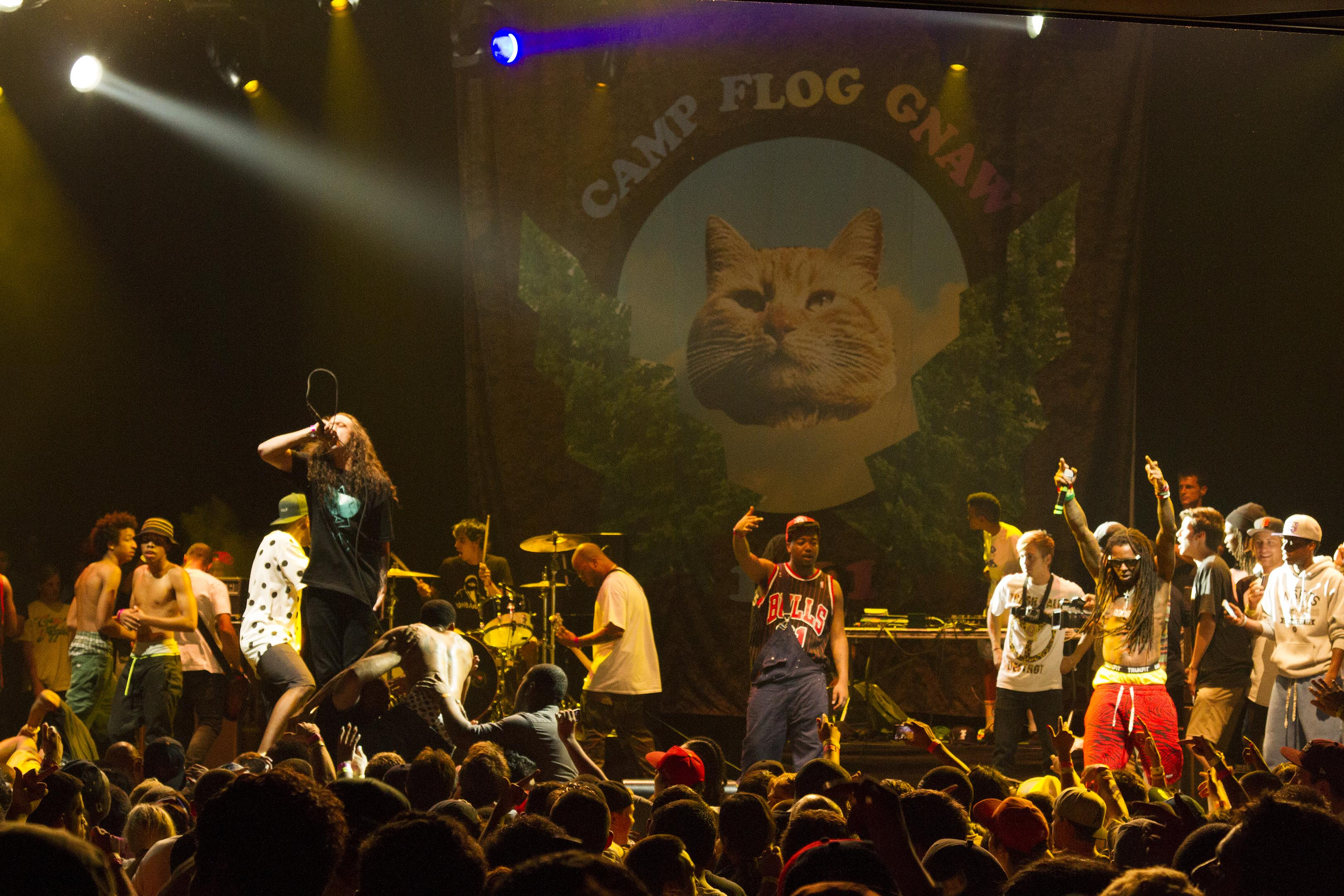
Odd Future:Trash Talk en Lil Wayne treden samen op.

Odd Future Wolf Gang Kill Them All, afgekort als OFWGKTA of simpelweg Odd Future, is een Amerikaans hiphopcollectief uit Los Angeles, Californië.

## Geschiedenis
Het collectief wordt geleid door Tyler, The Creator en bestaat uit rappers Hodgy Beats, Earl Sweatshirt, Domo Genesis en Mike G, singer-songwriter/rapper Frank Ocean, producers Left Brain, Syd Tha Kyd, Matt Martians, Hal Williams en anderen. Het collectief heeft ook verschillende kleinere groepen: Trash Talk, MellowHype, The Internet, The Jet Age of Tomorrow, EarlWolf, en Mellowhigh.

## Leden
- Tyler, The Creator - Rapper, regisseur, producer, acteur
- Frank Ocean - Singer-songwriter, rapper, producer
- Earl Sweatshirt - Rapper
- Hodgy Beats - Rapper
- Domo Genesis - Rapper
- Left Brain - Producer, rapper
- Mike G - Rapper, mixer
- Syd tha Kyd - Dj, mixer, zangeres, producer
- Matt Martians - Mixer, producer, zanger
- Hal Williams - Producer, rapper
- Taco Bennett - Rapper, acteur, dj
- Jasper Dolphin - Rapper, acteur

### Groepen
- Trash Talk
  - Lee Spielman
  - Thomas Pridgen
  - Garrett Stevenson
  - Spencer Pollard
  - Sam Bosson
- MellowHype
  - Hodgy Beats
  - Left Brain
- The Jet Age of Tomorrow
  - Matt Martians
  - Hal Williams
- The Internet
  - Syd tha Kyd
  - Matt Martians
- MellowHigh
  - Hodgy Beats
  - Domo Genesis
- EarlWolf
  - Tyler, The Creator
  - Earl Sweatshirt
- Sweaty Martians
  - Earl Sweatshirt
  - Matt Martians
- Golf Wang
  - Tyler, The Creator
- Wolf Gang
  - Tyler, The Creator

## Discografie

### Album
- The OF Tape Vol. 2 (2012)

### Mixtape
- The Odd Future Tape (2008)
- Radical (2010)

### Compilatie
- 12 Odd Future Songs (2011)